# 神威啟示
神威啟示，是日本純種競賽馬匹，生涯活躍於中長途賽事，曾勝出2013年菊花賞及2014年日本盃，而日本盃一戰，令其於2014年浪琴表世界馬匹年終排名中取得129分，是當時日本草地2400米賽事達到過的歷史最高分數。

## 出賽前
2010年2月11日出身於北海道安平町北部牧場，成長途中於一口馬主俱樂部Carrot Farm Co. Ltd.進行馬主募集。
其後交由栗東訓練中心練馬師角居勝彥訓練。

## 競賽生涯

### 2歲
2012年10月21日出戰京都競馬場2歲新馬戰，比賽初段選擇於中團位置推進，並於進入直路後大步加速衝出，最終拋離第二名的馬匹3馬位取得首勝。
其後出戰公開賽京都兩歲錦標，於其中採取先行戰術下一直保持於約莫第二、三的位置，進入直路後輕鬆跑出後600米33.7秒的超快末腳，最終以1 3/4馬位優勢壓贏第二名取得連勝。
12月22日出戰日經電台盃兩歲錦標，因此前的表現而以1.9倍的獨贏賠率取得第一人氣。比賽開始後，其以跟隨前方領放馬反斗童所做出的慢步速的形式推進，並於直路上再度爆發出末腳速度輕鬆超越對手，成功以三連勝的姿態奪得首個分級賽冠軍。

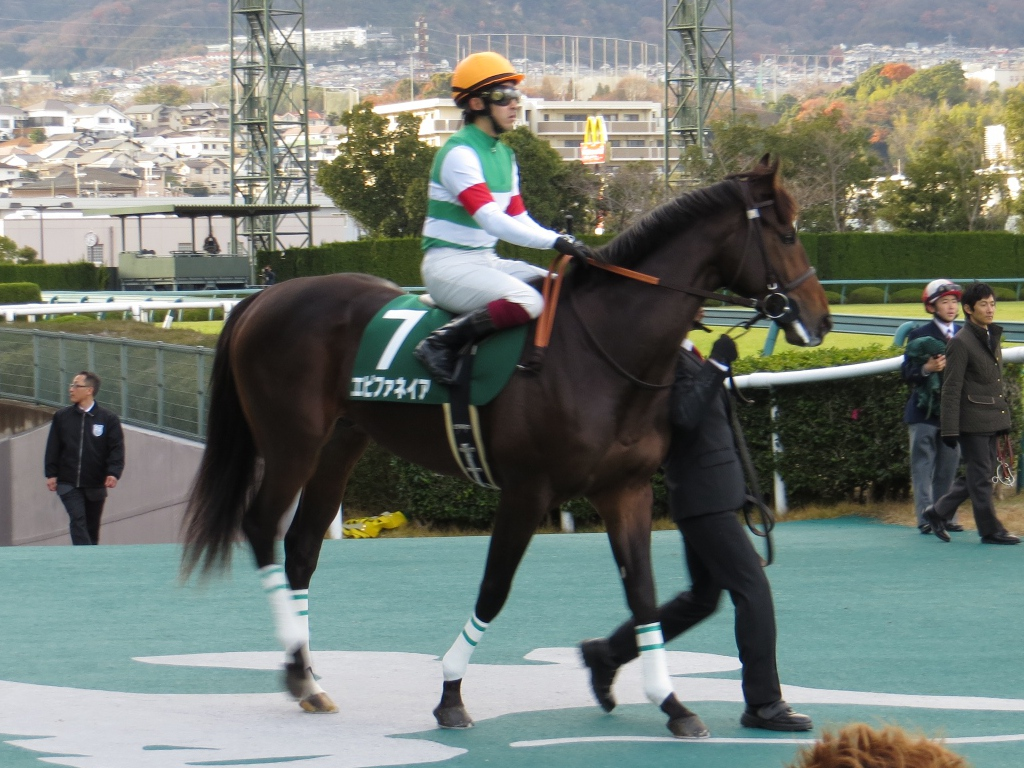
日經電台盃兩歲錦標沙圈

### 3歲
2013年以彌生賞作爲年度首戰，於主戰騎師福永祐一被罰停賽下，由布宜學代打策騎。比賽開始後，其繼續選擇於先頭約莫第三的位置推進，並於比賽途中保持穩定的速度。進入直路後，其成功衝出取得領先，可惜其後逐漸力弱下被對手超越，最終僅獲得第四。
4月14日出戰皋月賞，比賽初段其暴露出脾氣不佳的弱點，無法聽從騎師福永的指示下處於中團位置追走。進入直路後，縱然其不斷加速奮力追趕，但仍然被先頭的標誌名駒搶先一步衝線，最終以1/2馬位差距落敗。
其後出戰東京優駿（日本打吡），出閘後再度因爲暴躁的脾氣而險些失去平衡跌倒，因而雖然在較後的位置展開推進。比賽途中，其逐漸冷靜之下穩步推進，並於通過第四彎道時準備加速。進入直路後，其成功於馬群中衝出，於爆發不俗的速度下一度取得領先，可惜於最後50米被後方勢頭更旺的高情厚意超越，最終再度以1/2馬位差距落敗得第二。
夏季放草後選擇以神戶新聞盃作爲起動戰，本次比賽於陣營改良其馬銜及採用結舌帶下，其暴躁脾氣及不聽從騎師指令的問題得以改善，最終跑出優秀的表現下以2 1/2馬位優勢輕鬆取得勝利。
10月20日出席菊花賞，由於皋月賞馬標誌名駒選擇專注中距離戰線，而打吡馬高情厚意則遠征法國出戰凱旋門大賽，因而本次比賽於強敵缺席下神威啟示以1.6倍的獨贏賠率取得壓倒勝的第一人氣。比賽開始後，第三人氣Bande率先衝出進行領放，神威啟示處於第三左右的先頭位置緊隨對手推進，而第二人氣威嚴真心則於最後方追走。比賽途中，其一直保持穩定的速度處於前方，並於最後彎道逐步發力以求進佔前方的位置。進入直路後，縱然面對大爛地的影響，但其仍然可以於先頭位置一舉衝出並轟出後600米35.9秒的不俗末腳，最終不斷拋離對手之下拉開第二名里見貴族5馬位奪得首個一級賽冠軍，除了爲騎師福永帶來首個經典賽優勝外，亦讓其和其父親福永洋一達成菊花賞父子制霸。

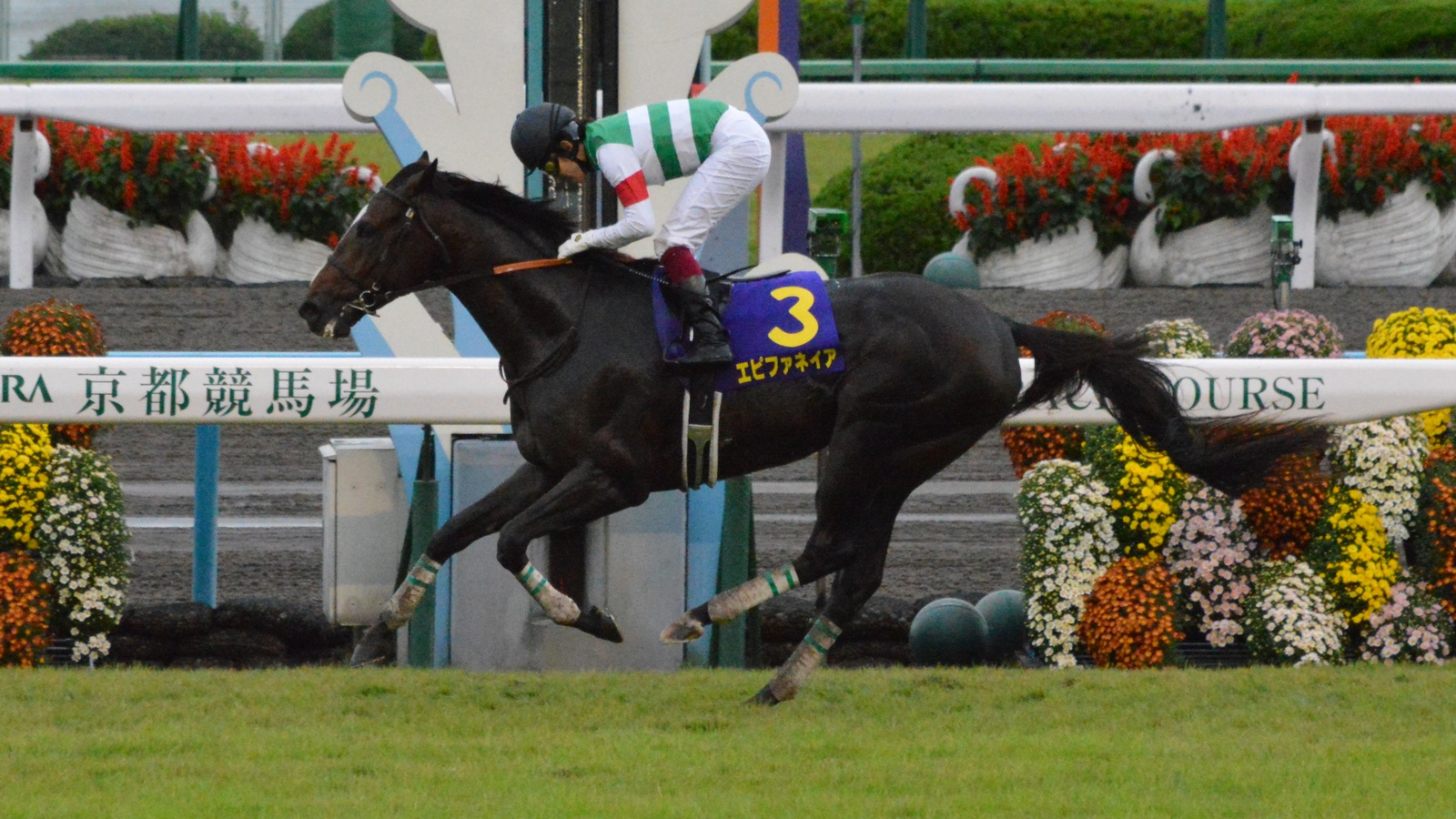
出戰菊花賞的神威啟示

### 4歲
2014年年初，其以中距離戰線作爲主軸並出戰產經大阪盃。比賽開始後，其選擇於第六左右的位置推進，並通過第四彎道時候開始展開加速。進入直路後，其憑借提早發力逐步蠶食前方，可惜仍然未能超越Tokai Paradise下再被後上的高情厚意超越，最終以僅獲得第三。
其後陣營安排其遠征香港出戰女皇盃，但於其中敗於威爾頓、軍事出擊及民族英雄下以第四完賽。
回國後避戰寶塚紀念，並前往北海道安平町北部牧場放草，以求恢復於春季賽事時候組成的體態下降。
放草過後於11月出戰秋季天皇賞，然而於比賽初段漏閘下採取後上戰術，但無法對前方賽駒造成威脅下以第六落敗。
11月30日出戰日本盃，改由蘇銘倫策騎，並於賽前落後三冠雌馬貴婦人、本年度櫻花賞馬織女星及安田紀念冠軍一路通取得第四人氣。比賽開始後，其以積極的策略於第三左右的位置追趕前方做出前1000米59.6秒的領放馬樹人大族，並於比賽途中一直保持此較快的節奏行進。進入直路後，其再度展現出自身的爛地適性，不斷於掛牌爲大爛地的賽道上加速衝刺並於最後400米經已取得領先。直路中段，雖然後方的賽駒紛紛來襲，但神威啟示的加速仍然未停止甚至有越來越凌厲的趨勢，最終於其不斷狂奔下，其以4馬位的巨大優勢壓贏第二的一路通，再度取得一級賽冠軍。

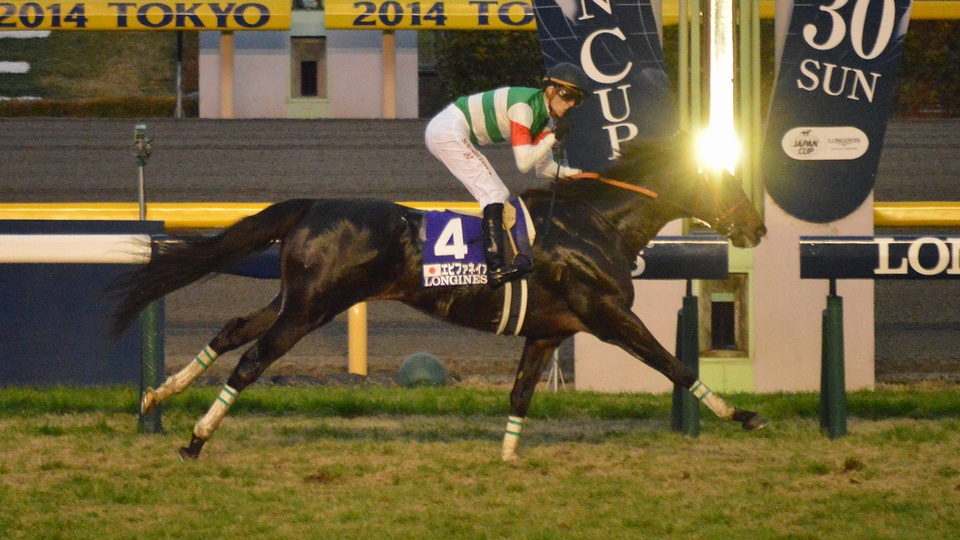
出戰日本盃的神威啟示

12月28日出戰有馬紀念，比賽初段繼續採用拿手的先頭戰術，並於通過第四彎道時候一度取得領先。然而進入直路後，其速度逐漸減弱，最終被貴婦人及邁向世界等賽駒超越下以第五落敗。

### 5歲
2015年年初直接遠征阿聯酋以杜拜世界盃爲目標，然而其於泥地適性不足下未能跑出優勢戰績，最終以包尾兼生涯最差的第九大敗。
回國後原定以寶塚紀念作爲目標，但於6月10日的訓練後被發現左前腳患有韌帶炎，因而避戰並進入放草。
然而於放草途中狀態未有明顯好轉，最終陣營決定安排其退役，並於7月31日取消日本中央競馬會的賽駒註冊。

### 詳細賽績
| 日期       | 舉辦國家 | 馬場 | 距離   | 級別 | 賽事名稱           | 負重 | 騎師     | 馬號 | 出馬 | 名次 | 時間     | 頭馬（二馬）     |
| ---------- | -------- | ---- | ------ | ---- | ------------------ | ---- | -------- | ---- | ---- | ---- | -------- | ---------------- |
| 21/10/2012 | 日本     | 京都 | 草1800 |      | 2歲新馬            | 55   | 福永祐一 | 2    | 14   | 1    | 1:48.9   | （Red Giselle）  |
| 24/11/2013 | 日本     | 京都 | 草2000 | OP   | 京都兩歲錦標       | 55   | 福永祐一 | 1    | 10   | 1    | 2:03.0   | （Dantsu Atlas） |
| 22/12/2012 | 日本     | 阪神 | 草2000 | GIII | 日經電台盃兩歲錦標 | 55   | 福永祐一 | 7    | 7    | 1    | 2:05.4   | （反斗童）       |
| 3/3/2013   | 日本     | 中山 | 草2000 | GII  | 彌生賞             | 56   | 布宜學   | 12   | 12   | 4    | 2:01.1   | Camino Tassajara |
| 14/4/2013  | 日本     | 中山 | 草2000 | GI   | 皋月賞             | 57   | 福永祐一 | 14   | 18   | 2    | 1:58.1   | 標誌名駒         |
| 26/5/2013  | 日本     | 東京 | 草2400 | GI   | 東京優駿           | 57   | 福永祐一 | 9    | 18   | 2    | 2:24.4   | 高情厚意         |
| 22/9/2013  | 日本     | 阪神 | 草2400 | GII  | 神戶新聞盃         | 56   | 福永祐一 | 10   | 18   | 1    | 2:24.8   | （威嚴真心）     |
| 20/10/2013 | 日本     | 京都 | 草3000 | GI   | 菊花賞             | 57   | 福永祐一 | 3    | 18   | 1    | 3:05.2   | （里見貴族）     |
| 6/4/2014   | 日本     | 阪神 | 草2000 | GII  | 產經大阪盃         | 58   | 福永祐一 | 4    | 8    | 3    | 2:00.6   | 高情厚意         |
| 27/4/2014  | 香港     | 沙田 | 草2000 | GI   | 女皇盃             | 57   | 福永祐一 | 3    | 10   | 4    | 2.01.76  | 威爾頓           |
| 2/11/2014  | 日本     | 東京 | 草2000 | GI   | 秋季天皇賞         | 58   | 福永祐一 | 5    | 18   | 6    | 1:59.9   | 史匹堡           |
| 30/11/2014 | 日本     | 東京 | 草2400 | GI   | 日本盃             | 57   | 蘇銘倫   | 4    | 18   | 1    | 2.23.1   | （一路通）       |
| 28/12/2014 | 日本     | 中山 | 草2500 | GI   | 有馬紀念           | 57   | 川田將雅 | 13   | 16   | 5    | 2:35.5   | 貴婦人           |
| 28/3/2015  | 阿聯酋   | 美丹 | 泥2000 | GI   | 杜拜世界盃         | 57   | 蘇銘倫   | 8    | 9    | 9    | 紀錄缺失 | 樞機主教         |

## 退役後
退役後，神威啟示成爲了配種馬，於北海道安平町社台Stallion Station休養，在2016年進行配種，配種費爲250萬日圓，首批子嗣於2017年出生。首批子嗣可於2019年出賽，6月29日經已有中央的子嗣在新馬戰中取勝。2020年4月12日，謀勇兼備於櫻花賞取勝，成爲首匹勝出分級賽及一級賽的神威啟示子嗣，其後更勇奪優駿牝馬（日本橡樹大賽）及秋華賞，成爲日本賽馬史上第六匹三冠雌馬，亦爲首匹以無敗姿態達成此榮耀的賽駒。

### 主要子嗣

#### 一級賽優勝子嗣
粗體字為一級賽
2017年生
- 謀勇兼備（櫻花賞、優駿牝馬、秋華賞）

2018年生
- 十歡薔薇（維多利亞一哩賽）
- 樂透心（共同通信盃、皋月賞、秋季天皇賞、有馬紀念）

2019年生
- Circle of Life（月神錦標、阪神兩歲牝馬錦標）
- 響號（日經新春盃、寶塚紀念）

2021年生
- 橡木城（櫻花賞）
- 野田分位（京成盃、東京優駿、美國賽馬會盃、 杜拜司馬經典賽）

#### 分級賽優勝子嗣
2017年生
- 大奇蹟（府中牝馬錦標）
- 大哲學家（美國賽馬會盃）

2018年生
- 俊彥茶座（葉森盃）

2019年生
- 神威大顯（小倉大賞典）
- Selberg（中京紀念）

2020年生
- 呼風女神（紫苑錦標）

2021年生
- 帝國夢（如月賞、 紅海草地讓賽）
- 春星花（妖精錦標）

2022年生
- 洋基巴魯（獵鷹錦標）
- Erika Express（妖精錦標）

## 血統簡介
父系吉兆爲美國生產的日本賽駒，生涯戰績彪炳，曾於2002年及2003年連霸秋季天皇賞及有馬紀念。祖父Kris S.爲美國賽駒，生涯僅出戰五場賽事並勝出其中三場，但未有任何分級賽優勝紀錄。
母系西沙里奧爲日本賽駒，生涯戰績彪炳，曾勝出優駿牝馬（日本橡樹大賽）及美國橡樹大賽。外祖父特別週爲日本賽駒，生涯戰績彪炳，曾勝出1998年東京優駿（日本打吡），於1999年稱霸春秋天皇賞並於日本盃擊退衆多外敵而被稱爲「日本總大將」。

### 血統表
| 父線：雷弼圖系（Hail to Reason系） |                               |               |                |
| 種馬 吉兆 1999年（深棗色）         | Kris S. 1977年（深棗色）      | 雷弼圖        | Hail to Reason |
| 種馬 吉兆 1999年（深棗色）         | Kris S. 1977年（深棗色）      | 雷弼圖        | Bramalea       |
| 種馬 吉兆 1999年（深棗色）         | Kris S. 1977年（深棗色）      | Sharp Queen   | Princequillo   |
| 種馬 吉兆 1999年（深棗色）         | Kris S. 1977年（深棗色）      | Sharp Queen   | Bridgework     |
| 種馬 吉兆 1999年（深棗色）         | Tee Kay 1991年（深棗色）      | Gold Meridian | 西雅圖迴旋     |
| 種馬 吉兆 1999年（深棗色）         | Tee Kay 1991年（深棗色）      | Gold Meridian | Queen Louie    |
| 種馬 吉兆 1999年（深棗色）         | Tee Kay 1991年（深棗色）      | Tri Argo      | Tri Jet        |
| 種馬 吉兆 1999年（深棗色）         | Tee Kay 1991年（深棗色）      | Tri Argo      | Hail Proudly   |
| 繁殖雌馬 西沙里奧 2002年（黑色）   | 特別週 1995年（深棗色）       | 週日寧靜      | Halo           |
| 繁殖雌馬 西沙里奧 2002年（黑色）   | 特別週 1995年（深棗色）       | 週日寧靜      | Wishing Well   |
| 繁殖雌馬 西沙里奧 2002年（黑色）   | 特別週 1995年（深棗色）       | Campaign Girl | 丸善斯基       |
| 繁殖雌馬 西沙里奧 2002年（黑色）   | 特別週 1995年（深棗色）       | Campaign Girl | Lady Shiraoki  |
| 繁殖雌馬 西沙里奧 2002年（黑色）   | Kirov Premiere 1990年（棗色） | 鞍匠井        | 北地舞人       |
| 繁殖雌馬 西沙里奧 2002年（黑色）   | Kirov Premiere 1990年（棗色） | 鞍匠井        | Fairy Bridge   |
| 繁殖雌馬 西沙里奧 2002年（黑色）   | Kirov Premiere 1990年（棗色） | Querida       | Habitat        |
| 繁殖雌馬 西沙里奧 2002年（黑色）   | Kirov Premiere 1990年（棗色） | Querida       | Pricipia       |
| 雌系：Plucky Liege系（號族：16-a） |                               |               |                |
| 五代內近親交配：Hail to Reason 4×5 |                               |               |                |

## 命名由來
名字Epiphaneia（エピファネイア）是基督教中的主顯節，聯想自母系西沙里奧名字之由來《第十二夜》中的劇情，香港則取其主顯的含意，翻譯为「神威啟示」。

## 外部連結
- 神威啟示 netkeiba.com （页面存档备份，存于）
- 血統表 （页面存档备份，存于）